# Citroën Traction Avant

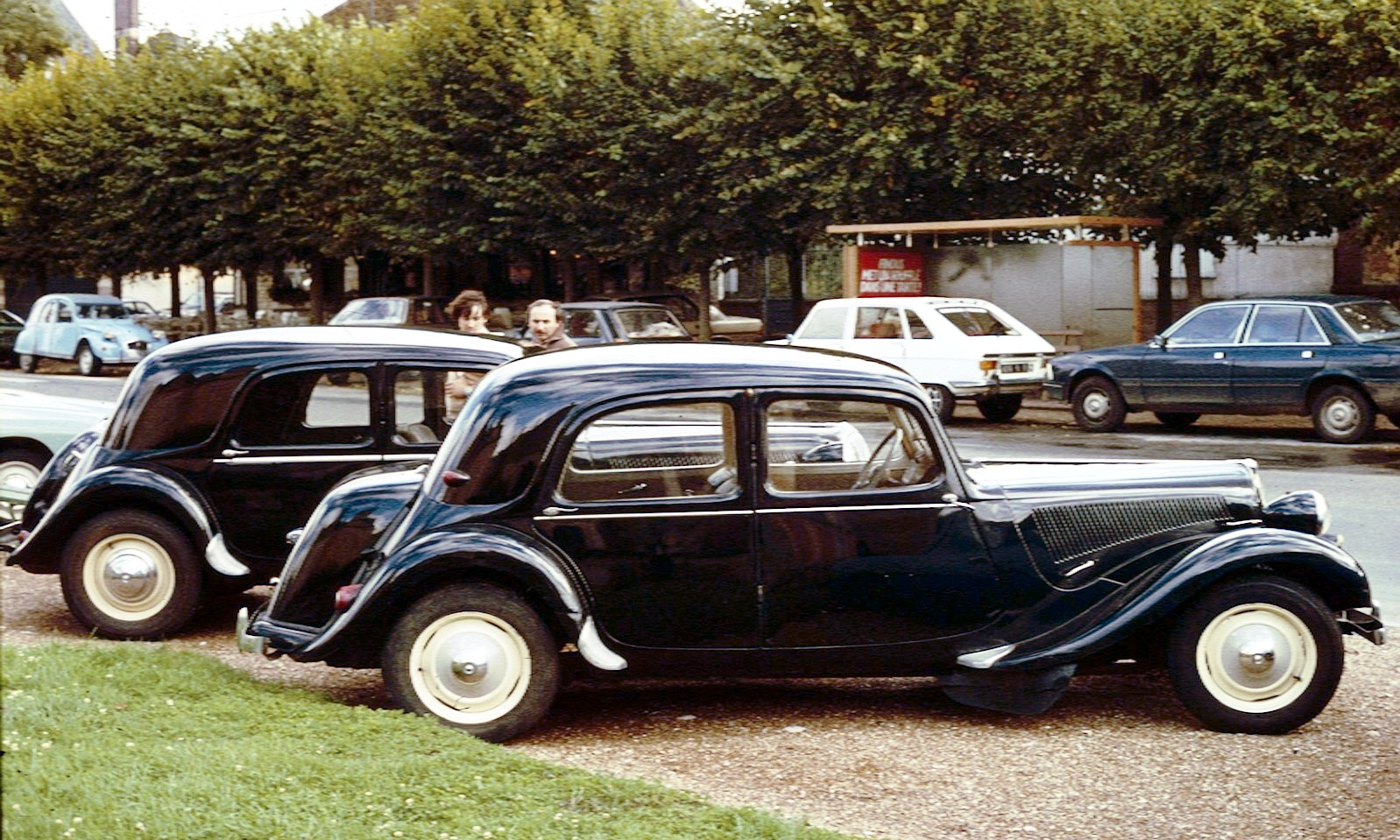
El maleter és allargat el 1952

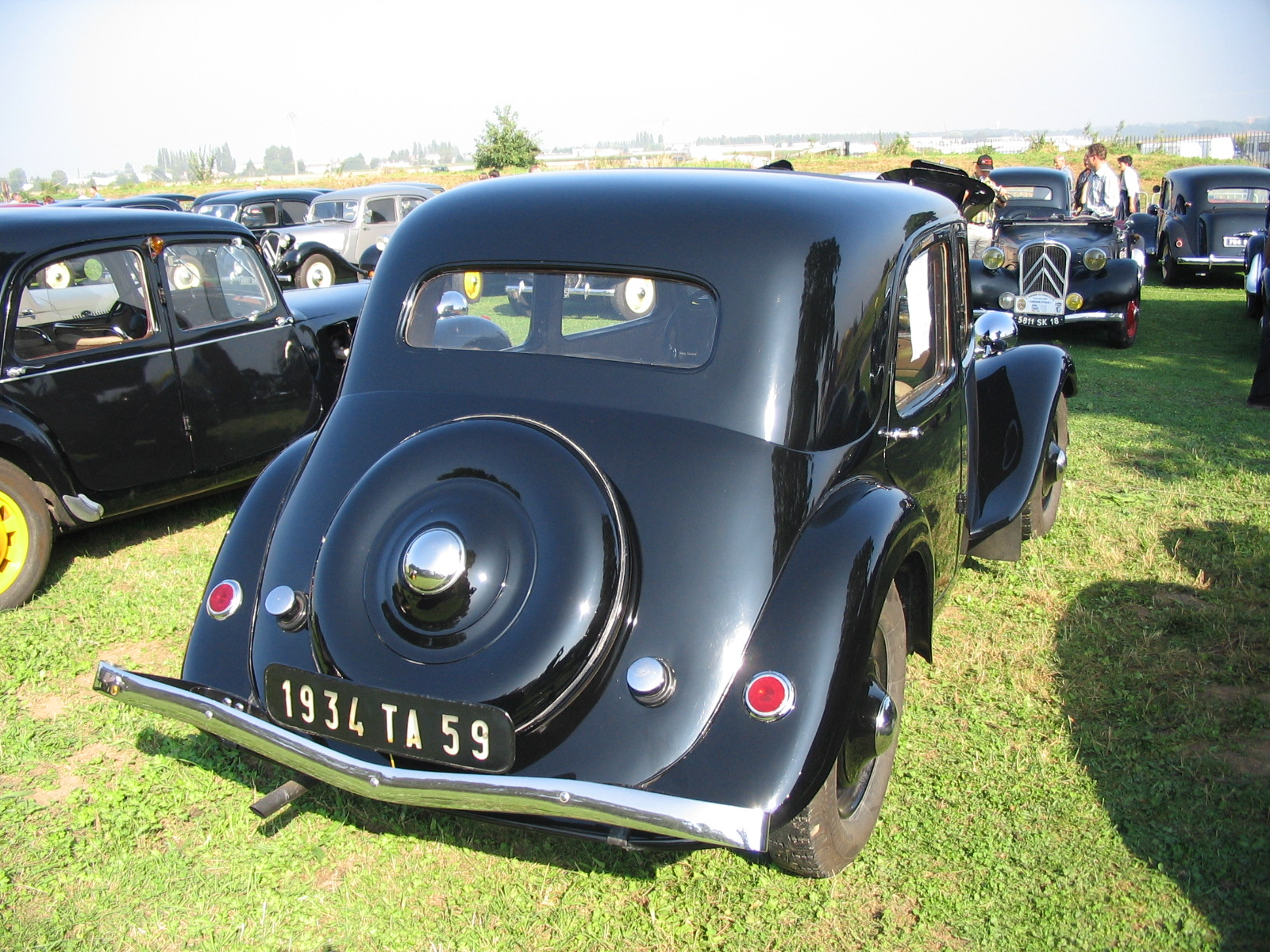
Citroën amb matrícula francesa: "1934" (any del seu llançament), "TA" ("Traction Avant" o tracció davantera) 59 (departament del "Nord". Vista posterior.

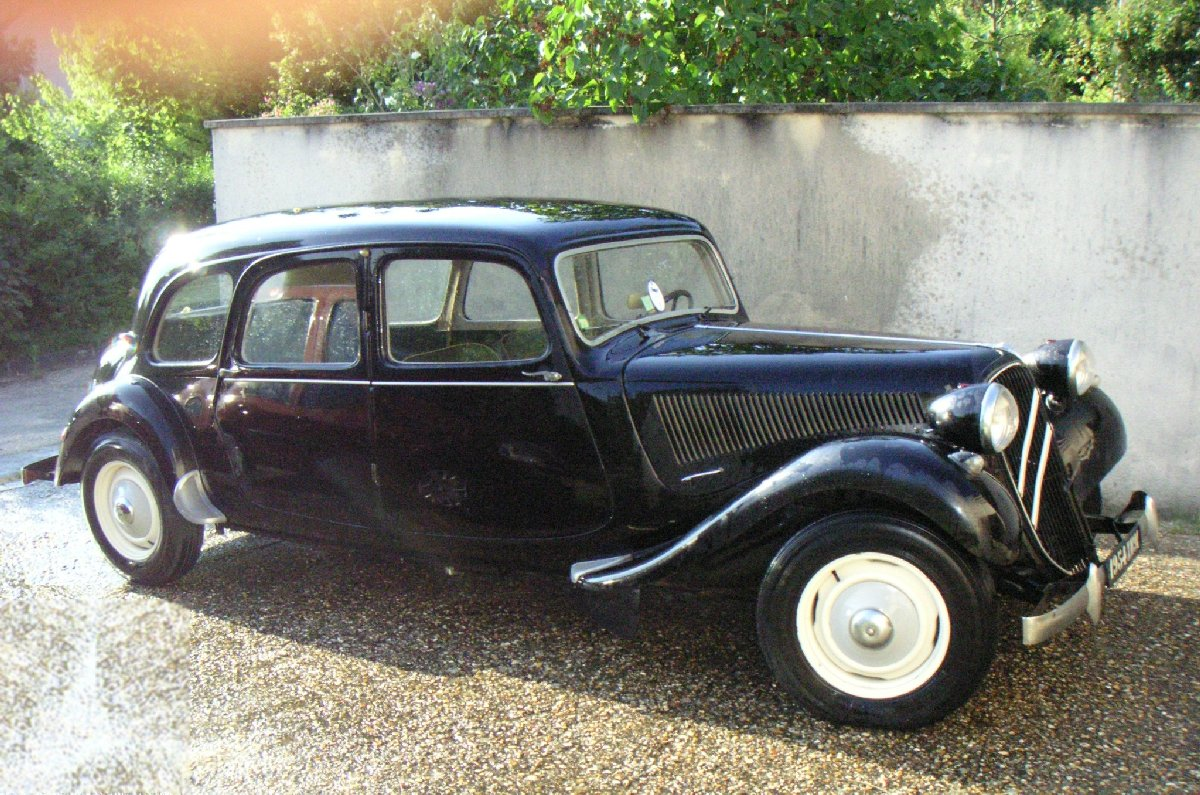
Traction carrosseria familiar amb sis finestretes. Model francès de 1954. Una fila de tres seients plegables permet transportar 8 persones. Motor de 4 cilindres.

El Citroën Traction Avant (literalment « tracció davantera »), és conegut també com Citroën 11 o 11 Lleuger, encara que aquests noms només corresponen a dos dels models de la gamma Traction Avant. A més, cal destacar que no tots els Citroën 11 són Citroën 11 Lleuger, perquè es tracta de dues variants diferents del mateix model. És una de les gammes més venudes del fabricant d'automòbils Citroën. Presentat el 18 d'abril del 1934, va ser concebut com un cotxe modern i avançat per a la seva època.

## Història
El projecte PV (Petite Voiture), que dona origen al model, va ser confiat a André Lefèbvre, que provenia del món de l'aviació. Havia treballat a Avions Voisin, i el 1931 va haver d'abandonar Voisin per desaparèixer l'empresa, i, després d'un pas breu per Renault, es va incorporar a Citroën.
La carrosseria és obra d'un escultor italià, Flaminio Bertoni, que realitzava els seus primers treballs a l'automòbil. El “tàndem” Lefèbvre–Bertoni tornaria a rodar uns anys després per concebre el dos cavalls.
La seva aparició és una fita en la història de l'automòbil, ja que es tractava del primer vehicle de gran sèrie realitzat sobre una carrosseria autoportant. La tècnica consisteix a fabricar una carrosseria on el xassís i la carrosseria, pròpiament dita, constitueixen una unitat inseparable. Permetia una reducció important del pes del vehicle i un augment en l'estabilitat del cotxe en rebaixar l'alçada i, per tant, el centre de gravetat. Els estudis i les investigacions sobre la corrosió van fer possible la seva execució i un avenç en la fabricació en sèrie, on les pintures anticorrosives van passar a adquirir una importància preponderant en la construcció d'automòbils.
Va néixer amb problemes greus, que van fer pensar en un fracàs. Una caixa de canvis dissenyada massa de pressa, en tan sols quinze dies, per substituir una altra automàtica, dissenyada per al model i que va fracassar, va ser la causa de nombrosos accidents, que, units a problemes de “bissonesa” de la transmissió davantera, van donar una fama poc recomanable al nou cotxe. Afortunadament, els problemes es van corregir a temps, i la sort es va tornar a favor d'aquest cotxe.
Al juny de 1938 es llança una versió més potent, amb un motor de sis cilindres, batejada 15 Six. El model es converteix en un potent ruter que adquireix fama de vehicle ràpid i còmode.
Els Citroën Tracció eren de línia molt moderna per a llavors. A Espanya se'ls dona, incorrectament, el sobrenom de “ànec”, a causa de la seva semblança amb el model anterior "Rosalie", que portava un ànec gravat als estreps. El Rosalie és el veritable Citroën "Ànec", no l'11, ni el 15. Per tant, repetim, no és correcte anomenar "Ànec" al Citroën 11 ni al Citroën 15.
La Segona Guerra Mundial fa suspendre la producció d'aquesta versió, que torna al mercat el 1946, un cop finalitzada la guerra.
La incorporació el 1952 d'una tapa de maleter, en què se situa la placa de matrícula, confereix al model una major capacitat i una estètica més acord amb els temps.
Les últimes unitats van rebre una suspensió hidràulica com a pas previ a la muntada al Citroën DS, que seria el seu substitut.
Va entrar a la història el 25 de juliol de 1957, després d'haver-se fabricat 759.123 unitats de diverses versions al llarg de 23 anys.

### Citroën Tracció davantera
La importància del “Traction avant” d'André Citroën no només radica que fos el primer cotxe que va incorporar algunes de les característiques capdavanteres fonamentals del món de l'automoció del 1934, sinó també perquè va ser el primer cotxe produït en sèrie que ho va fer. Fins aleshores els automòbils tenien el motor davanter i la tracció del darrere, cosa que portava a tenir un "tunel de transmissió" entre l'un i l'altre, que ocupava espai. Les dues solucions al problema van ser, la tracció davantera d'aquest model i el motor del darrere del Volkswagen escarabat (gairebé de la mateixa època).
Comptava amb tracció davantera, carrosseria monocasc, barres de torsió i un motor amb vàlvules al capdavant i cilindres lubricats, tots ells avenços tècnics que André Citroën havia observat als cotxes procedents dels Estats Units i la resta d'Europa. Produir un cotxe així era una aventura molt arriscada i, malgrat que després del Saló de l'Automòbil de París del 1934 va rebre diversos encàrrecs rendibles, els diners que es van haver d'invertir van portar l'empresa a la fallida. André Citroën va haver de deixar la seva pròpia empresa i va morir sis mesos després, sense poder veure el futur del seu enginy i els més de 12 models que es construirien en nom durant els següents 22 anys.

## Característiques
- Carrosseria / Bastidor: Monocasc sobre subestructura independent davantera.[8]
- Motor:

- Model 7A — 1.303 cm³ ohv, L4 cilindres. Potència màxima: 32 HP
- Model 7B — 1.529 cm³ ohv, L4 cilindres. Potència màxima: 35 HP
- Model 7C — 1.628 cm³ ohv, L4 cilindres.
- Model 11 — 1.911 cm³ ohv, L4 cilindres. Potència màxima: 46 HP a 3.800 rpm.
- Model 15 — 2.867 cm³ ohv, L6 cilindres. Potència màxima: 77 HP a 3.000 rpm.
- Model 22 (Sèrie de prototype mecànic) — 3 822 cm³ ohv, motor V8.

- Transmissió:[9]

- Transmissió: 3 velocitats, les dues superiors sincronitzades.
- Suspensió: Davantera: independent amb trapezis articulats i barres de torsió. Del darrere: eix rígid amb barres de torsió i amortidors telescòpics hidràulics.
- Direcció: De pinyó i cremallera.
- Frens: De tambor hidràulics a les quatre rodes.
- Pneumàtics i Rodes: Michelin Superconfort 150/40 (per a l'estàndard) o 160/40 (batalla gran). Des de gener de 1938, 156/40 o 185/40 sobre llandes Pilot.
- Prestacions: Vel. punta de la berlina: 136 km/h (aprox.).